# EC 상조제
이스포르치 클루비 상조제(포르투갈어: Esporte Clube São José) 또는 상조제 지 포르투알레그리는 브라질 히우그란지두술주 포르투알레그리를 연고로 하는 축구 클럽이다. 연고지 포르투알레그리의 약어를 따 상조제-PA라고도 표기된다. 1913년 5월 24일 창단하였다.

## 역사
1913년 5월 24일 콜레지우 상조제 가톨릭교회의 학생들이 SC 상조제(초창기 구단명)를 창단하였다. 같은해 6월 22일 히우스프베헤인과 역사상 첫번째 경기를 치렀으며, 상조제의 2-0 승리로 끝이 났다. 1914년 8월 30일 상조제는 캄페오나투 다 시다지에서 푸스발 프리슈 아우프와의 첫 공식 경기를 가졌으며, 상조제의 3-0 승리로 끝이 났다. 1963년 캄페오나투 가우슈 2부 리그에서 FC 히우그란덴시를 꺾고 역사상 첫번째 트로피를 들어올렸다.

## 수상
- 캄페오나투 가우슈 세리이 B
  - 우승 (2) : 1963, 1981

## 선수 명단

### 현역
참고: FIFA 자격 규정에 따라 소속된 국가대표팀 국기를 표시합니다. 선수는 복수의 FIFA 비회원국 국적을 가지고 있을 수 있습니다.
| 번호 | 포지션 | 국적 | 이름 |
| ---- | ------ | ---- | ---- |

| 번호 | 포지션 | 국적 | 이름 |
| ---- | ------ | ---- | ---- |

## 역대 감독
| 감독            | 임기 |
| --------------- | ---- |
| 아르제우 푸크스 | 2010 |

틀:EC 상조제 감독